# Urho Kekkonen
Urho Kaleva Kekkonen (Pielavesi, 3 de setembro de 1900 – Helsínquia, 31 de agosto de 1986), frequentemente conhecido por suas iniciais U.K.K., foi um político finlandês que serviu como o oitavo e mais longínquo Presidente da Finlândia, de 1956 a 1982. Ele também serviu como Primeiro-ministro (1950–1953, 1954–1956) e ocupou vários outros cargos no gabinete.  Ele foi o terceiro e mais recente presidente da Liga Agrária/Partido do Centro. Chefe de Estado por quase 26 anos, ele dominou a política finlandesa por 31 anos no total. Com grande poder, ele venceu as eleições posteriores com pouca oposição e foi frequentemente classificado como autocrata. 
Como presidente, Kekkonen deu continuidade à política de "neutralidade ativa" de seu antecessor, o presidente Juho Kusti Paasikivi, que ficou conhecida como a Doutrina Paasikivi-Kekkonen, segundo a qual a Finlândia deveria manter sua independência, mantendo boas relações e amplo comércio com membros da OTAN e do Pacto de Varsóvia. Comentaristas críticos se referiram a essa política de apaziguamento pejorativamente como Finlandização. Ele sediou a Conferência sobre Segurança e Cooperação na Europa em Helsínquia em 1975 e foi considerado um potencial candidato ao Prêmio Nobel da Paz naquele ano. Ele é creditado pelos historiadores finlandeses por suas políticas externas e comerciais, que permitiram que a economia de mercado da Finlândia acompanhasse o ritmo da Europa Ocidental, mesmo com a União Soviética como vizinha, e que a Finlândia gradualmente participasse do processo de integração europeia.  Por outro lado, a sua fome de poder percebida, a sua atitude de dividir para reinar na política interna e a falta de oposição política genuína, especialmente durante a última parte da sua presidência, enfraqueceram significativamente a democracia finlandesa durante a sua presidência.  Após a presidência de Kekkonen, a reforma da Constituição da Finlândia foi iniciada por seus sucessores para aumentar o poder do Parlamento e do primeiro-ministro às custas do presidente.
Kekkonen foi membro do Parlamento da Finlândia de 1936 até sua ascensão à presidência. Antes, durante ou entre seus mandatos, ele atuou como Ministro da Justiça (1936–37, 1944–46, 1951), Ministro do Interior (1937–39, 1950–51), Presidente do Parlamento Finlandês (1948–50) e Ministro das Relações Exteriores (1952–53, 1954). Além de sua extensa carreira política, ele foi advogado de formação, policial e atleta na juventude, veterano da Guerra Civil Finlandesa e um escritor entusiasmado. Durante a Segunda Guerra Mundial, seus relatórios anônimos sobre a guerra e a política externa receberam grande audiência na revista Suomen Kuvalehti.  Ainda durante a sua presidência, escreveu colunas humorísticas e informais (causerie) para a mesma revista, editada pelo seu amigo de longa data Ilmari Turja,  sob vários pseudônimos.

## Biografia

### História familiar
Os Kekkonens são uma antiga família da Savônia. Os ancestrais de Urho Kekkonen provavelmente se estabeleceram na região de Savônia antes do século XVI. Embora não se saiba de onde os Kekkonens vieram para Savônia, há especulações de que eles são da Carélia, pois pessoas com esse nome viveram em certos assentamentos do Istmo da Carélia durante séculos. O próprio Kekkonen pensou que era possível que a família pudesse ter se originado da Finlândia Ocidental, por exemplo, de Tavastia, onde havia nomes de lugares conectados ao seu sobrenome desde o século XV. Seu sétimo tataravô Tuomas Kekkonen (nascido em cerca de 1630) é mencionado pela primeira vez em documentos em Pieksämäki em 1673. Ele provavelmente era de Kangasniemi ou Joroinen.  
Doze gerações de ancestrais de Urho Kekkonen eram camponeses do leste da Finlândia. O lado paterno da família de Kekkonen praticava agricultura de corte e queima, e o lado materno permanecia em seu próprio terreno. O avô paterno de Kekkonen, Eenokki, fazia parte de um grupo de sem-terra criado no século XIX e vivia de trabalho temporário e trabalhava como trabalhador rural. 
Depois de servir em várias casas, Eenokki Kekkonen casou-se com Anna-Liisa Koskinen. Eles tiveram quatro filhos, chamados Taavetti, Johannes, Alpertti e Juho. Juho Kekkonen, o filho mais novo da família, que viajou da casa da família em Korvenmökki, na vila de Koivujärvi, era o pai de Urho Kekkonen. Aatu Pylvänäinen, avô materno de Urho Kekkonen, que trabalhava como agricultor na fazenda Tarkkala em Kangasniemi, casou-se com Amanda Manninen no verão de 1878, quando ela tinha apenas 16 anos. Seus filhos, três filhas e três filhos, foram Emilia, Elsa, Siilas, Tyyne, Eetu e Samuel. 
Como filho de uma família pobre, Juho Kekkonen teve que trabalhar na floresta e acabou trabalhando em uma área de extração de madeira em Kangasniemi em 1898. Emilia Pylvänäinen pastoreava gado ali, nas margens das terras de Haahkala, onde Juho Kekkonen trabalhava com outros madeireiros. Os dois jovens se conheceram e se casaram em 1899. O casal mudou-se para Otava, onde Juho Kekkonen conseguiu um emprego na serraria Koivusaha de Halla Oy. Mais tarde, foi nomeado chefe do trabalho florestal e zelador do negócio de exploração madeireira. 
O casal mudou-se para Pielavesi junto com o local de trabalho, onde Juho Kekkonen comprou uma cabana de defumação que mais tarde ele consertou e expandiu para uma casa de verdade. Ele construiu uma chaminé na casa pouco antes do nascimento de seu primeiro filho, Urho. Por causa dos belos amieiros que cresciam atrás da casa, ela ficou conhecida como Lepikon torppa ("quinta de amieiros"). Havia uma sauna a fumaça no pátio onde Urho Kekkonen nasceu em 3 de setembro de 1900. A família viveu em Lepikon torppa por seis anos e a irmã de Urho Kekkonen, Siiri, nasceu em 1904. A família mudou-se junto com o trabalho florestal de Juho Kekkonen para Kuopio em 1906 e para Lapinlahti em 1908. A família teve que viver modestamente, mas não sofreu com a pobreza. O filho mais novo da família, Jussi, nasceu em 1910. 

### Infância

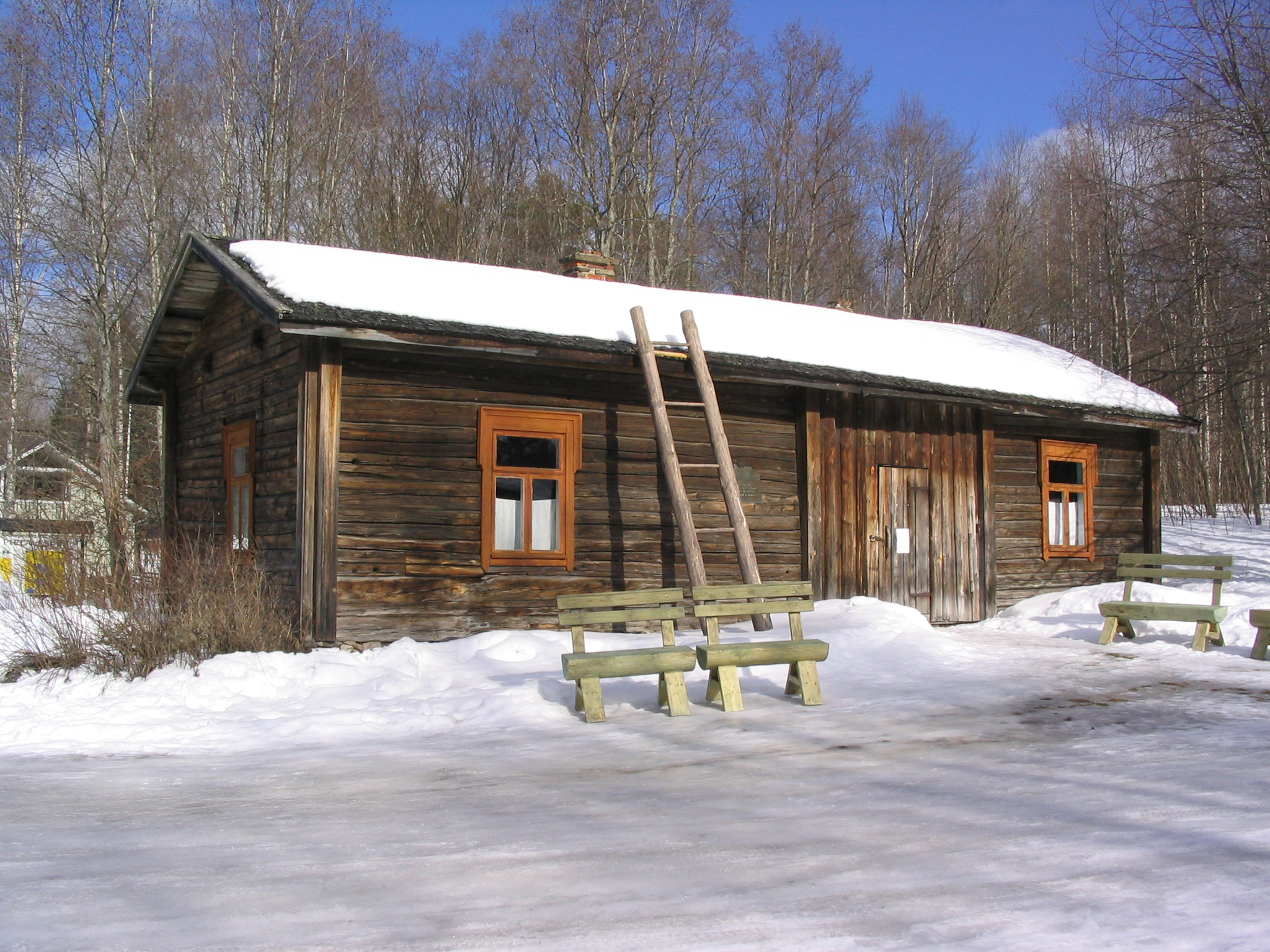
Kekkonen nasceu em uma pequena e humilde cabana de madeira chamada Lepikon Torppa em Pielavesi.

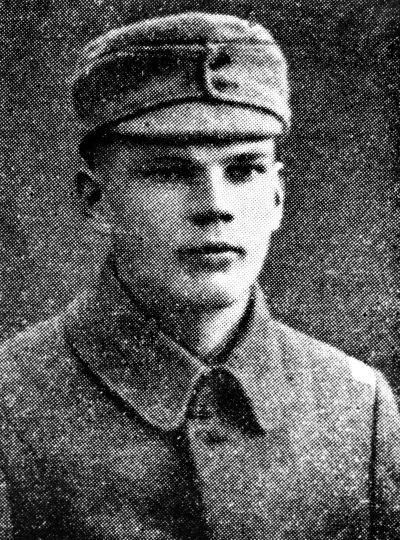
Kekkonen, de 17 anos, em 1917.

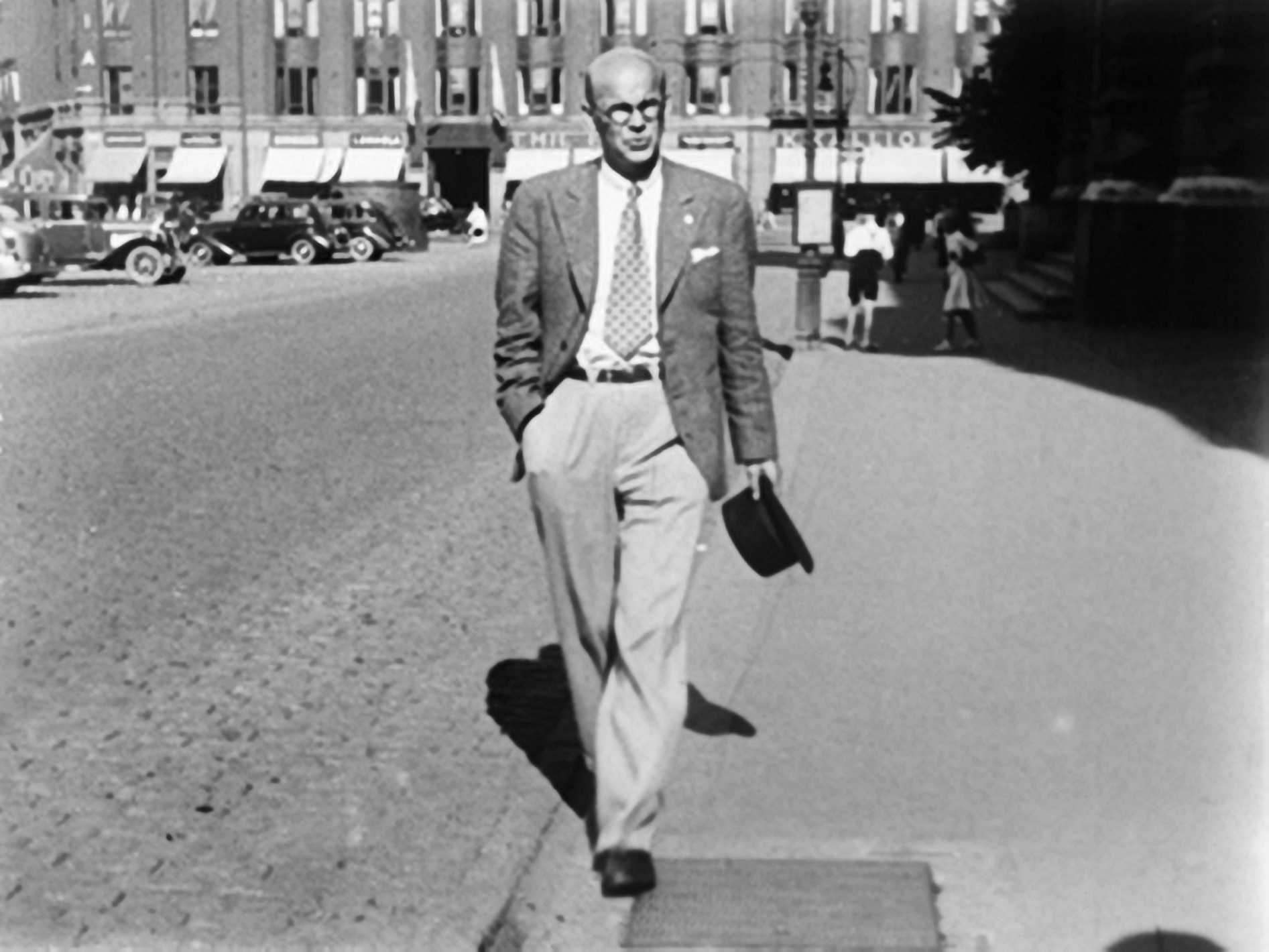
O jovem advogado Kekkonen caminhando perto do Ateneum, em Helsinque, no início da década de 1930

Filho de Juho Kekkonen e Emilia Pylvänäinen, Urho Kekkonen nasceu em Lepikon Torppa, uma pequena cabana localizada em Pielavesi, na região de Savo, na Finlândia, e passou a infância em Kainuu. Sua família era composta de agricultores (embora não fossem pobres arrendatários, como alguns de seus apoiadores mais tarde alegaram). Seu pai era originalmente um trabalhador rural e florestal que se tornou gerente florestal e agente de ações na Halla Ltd. As alegações de que a família de Kekkonen vivia em uma casa de fazenda rudimentar sem chaminé foram posteriormente provadas falsas - uma fotografia de Kekkonen a casa da infância foi retocada para remover a chaminé. Seus anos escolares não foram tranquilos. Durante a Guerra Civil Finlandesa, Kekkonen lutou pela Guarda Branca (capítulo Kajaani), lutando nas batalhas de Kuopio, Varkaus, Mouhu e Viipuri, e participando de operações de limpeza, incluindo liderar um pelotão de fuzilamento em Hamina. Mais tarde, ele admitiu ter matado um homem em batalha, mas escreveu em suas memórias que foi selecionado aleatoriamente pelo comandante de sua companhia para seguir um esquadrão que escoltava dez prisioneiros, onde o esquadrão acabou sendo um pelotão de fuzilamento, e então dar o real ordem para mirar e atirar.  Ele teve que completar mais serviço militar após a guerra, o que fez em um batalhão de carros de 1919 a 1920, terminando como sargento. 
Na Finlândia independente, Kekkonen trabalhou primeiro como jornalista em Kajaani e depois se mudou para Helsinque em 1921 para estudar direito. Enquanto estudava, trabalhou para a polícia de segurança EK entre 1921 e 1927, onde se familiarizou com o policiamento anticomunista. Durante esse período, ele também conheceu sua futura esposa, Sylvi Salome Uino (12 de março de 1900 - 2 de dezembro de 1974),  uma datilógrafa na delegacia de polícia. Eles tiveram dois filhos, Matti (1928–2013) e Taneli (1928–1985). Matti Kekkonen serviu como membro do Partido do Centro no Parlamento de 1958 a 1969, e Taneli Kekkonen trabalhou como embaixador em Belgrado, Atenas, Roma, Malta, Varsóvia e Tel Aviv.
Kekkonen tinha a reputação de ser um interrogador autoritário e violento durante seus anos na polícia de segurança. Por outro lado, ele se descreveu como alguém que assume o papel de um "policial bom" e humano para equilibrar seus colegas mais velhos e abusivos. Alguns dos comunistas que ele interrogou confirmaram o último relato, enquanto outros o acusaram de ter sido particularmente violento. Mais tarde, como ministro na década de 1950, ele teria visitado e feito as pazes com um comunista que ele havia "espancado" em um interrogatório na década de 1920.   Explicando a contradição dessas declarações, o autor Timo J. Tuikka diz que os métodos de interrogatório de Kekkonen evoluíram ao longo do tempo: "Ele aprendeu que o punho nem sempre é a ferramenta mais eficiente, mas que bebida, sauna e bate-papo são meios muito melhores de obter informações". Essas experiências reveladoras influenciariam significativamente sua carreira e abordagem à política mais tarde. Kekkonen acabou tendo que renunciar ao EK depois de criticar seus superiores. 
Em 1927, Kekkonen tornou-se advogado e trabalhou para a Associação de Municípios Rurais até 1932. Kekkonen obteve o título de Doutor em Direito em 1936 na Universidade de Helsinque, onde atuou na Pohjois-Pohjalainen Osakunta, uma nação estudantil para estudantes de Ostrobótnia do Norte, e foi editor-chefe do jornal estudantil Ylioppilaslehti no período de 1927 a 1928. Ele também foi um atleta cuja maior conquista foi se tornar o campeão finlandês de salto em altura em 1924 com um salto de 1,85m.

### Início da carreira política
Nacionalista de coração, as raízes ideológicas de Kekkonen estavam na política estudantil da Finlândia recém-independente e no radicalismo da direita. Ele se juntou à Sociedade Acadêmica da Carélia (Akateeminen Karjala-Seura), uma organização que defendia a anexação da Carélia Oriental pela Finlândia, mas renunciou em 1932 junto com mais de 100 outros membros moderados devido ao apoio da organização à rebelião de extrema direita de Mäntsälä em 1932. De acordo com Johannes Virolainen, um político agrário e centrista de longa data, alguns direitistas finlandeses odiaram e zombaram de Kekkonen pela decisão e o classificaram como um oportunista sedento de poder.  Kekkonen presidiu a Suomalaisuuden Liitto, outra organização nacionalista, de 1930 a 1932. Ele também publicou artigos em sua revista, Suomalainen Suomi (em finlandês:  Finnish Finland), que mais tarde foi renomeado como Kanava. 
Kekkonen passou longos períodos de tempo na Alemanha do final da era de Weimar, entre 1931  e 1933, enquanto trabalhava em sua dissertação e lá testemunhou a ascensão de Adolf Hitler. Isso o alertou sobre o radicalismo de extrema direita e aparentemente o levou a publicar o Demokratian itsepuolustus (Autodefesa da Democracia), um panfleto político alertando sobre o perigo, em 1934. Em 1933, ele se juntou à Liga Agrária (mais tarde renomeada Partido do Centro), tornou-se funcionário público no Ministério da Agricultura e fez sua primeira tentativa malsucedida de ser eleito para o Parlamento Finlandês. 
Kekkonen concorreu com sucesso ao parlamento pela segunda vez em 1936, tornando-se Ministro da Justiça, servindo de 1936 a 1937. Durante seu mandato, ele promulgou os "Truques de Kekkonen" (Kekkosen konstit), uma tentativa de banir o Movimento Popular Patriótico radical de direita (Isänmaallinen Kansanliike, IKL). No final, esse esforço foi considerado ilegal e interrompido pela Suprema Corte. Kekkonen também foi Ministro do Interior de 1937 a 1939.
Ele não foi membro dos gabinetes durante a Guerra de Inverno ou a Guerra da Continuação. Em março de 1940, em uma reunião do Comitê de Relações Exteriores do Parlamento Finlandês, ele votou contra o tratado de paz de Moscou. Durante a Guerra da Continuação, Kekkonen serviu como diretor do Centro de Bem-Estar dos Evacuados da Carélia de 1940 a 1943 e como comissário de coordenação do Ministério das Finanças de 1943 a 1945, encarregado de racionalizar a administração pública. Naquela época, ele havia se tornado um dos principais políticos da chamada oposição pela Paz, que defendia a retirada da guerra, tendo concluído que a Alemanha, e consequentemente a Finlândia, perderiam. Em 1944, ele se tornou novamente Ministro da Justiça, servindo até 1946, e teve que lidar com os julgamentos de responsabilidade de guerra. Kekkonen foi vice-presidente do Parlamento de 1946 a 1947 e presidente de 1948 a 1950. 
Na eleição presidencial de 1950, Kekkonen foi o candidato do Partido Agrário Finlandês. Ele conduziu uma campanha vigorosa contra o atual presidente Juho Kusti Paasikivi e terminou em terceiro lugar no primeiro e único turno, recebendo 62 votos no colégio eleitoral, enquanto Paasikivi foi reeleito com 171. Após a eleição, Paasikivi nomeou Kekkonen primeiro-ministro e, em todos os seus cinco gabinetes, enfatizou a necessidade de manter relações amigáveis com a União Soviética. Conhecido por sua personalidade autoritária, ele foi deposto em 1953, mas retornou como primeiro-ministro de 1954 a 1956. Kekkonen também serviu como Ministro das Relações Exteriores nos períodos de 1952-1953 e 1954, simultaneamente ao seu mandato como primeiro-ministro. 

### Presidente da Finlândia

#### Visão geral

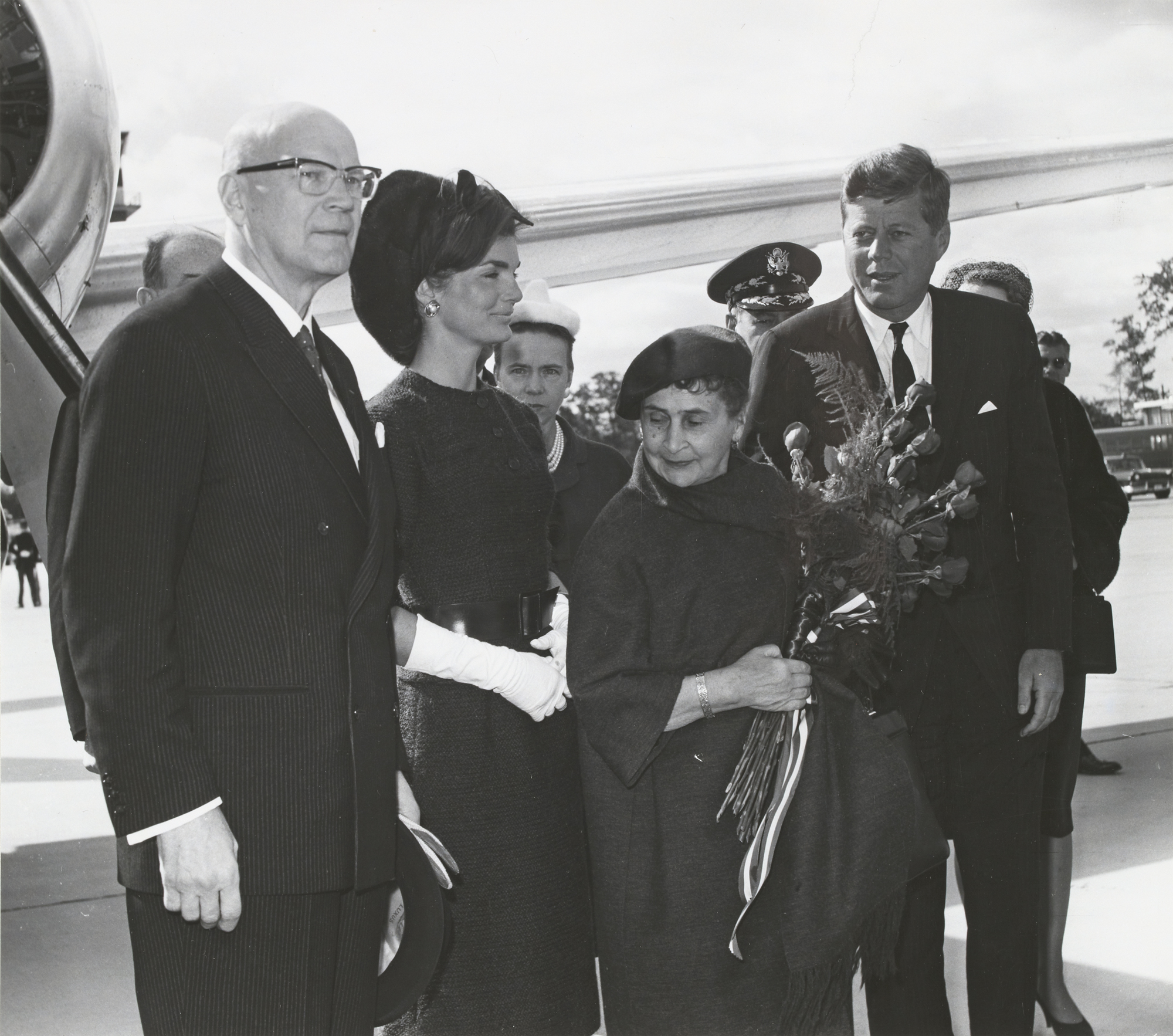
Urho Kekkonen (esquerda), Sylvi Kekkonen (segunda direita), John F. Kennedy, e Jacqueline Kennedy em 1961 no Aeroporto Internacional Washington Dulles

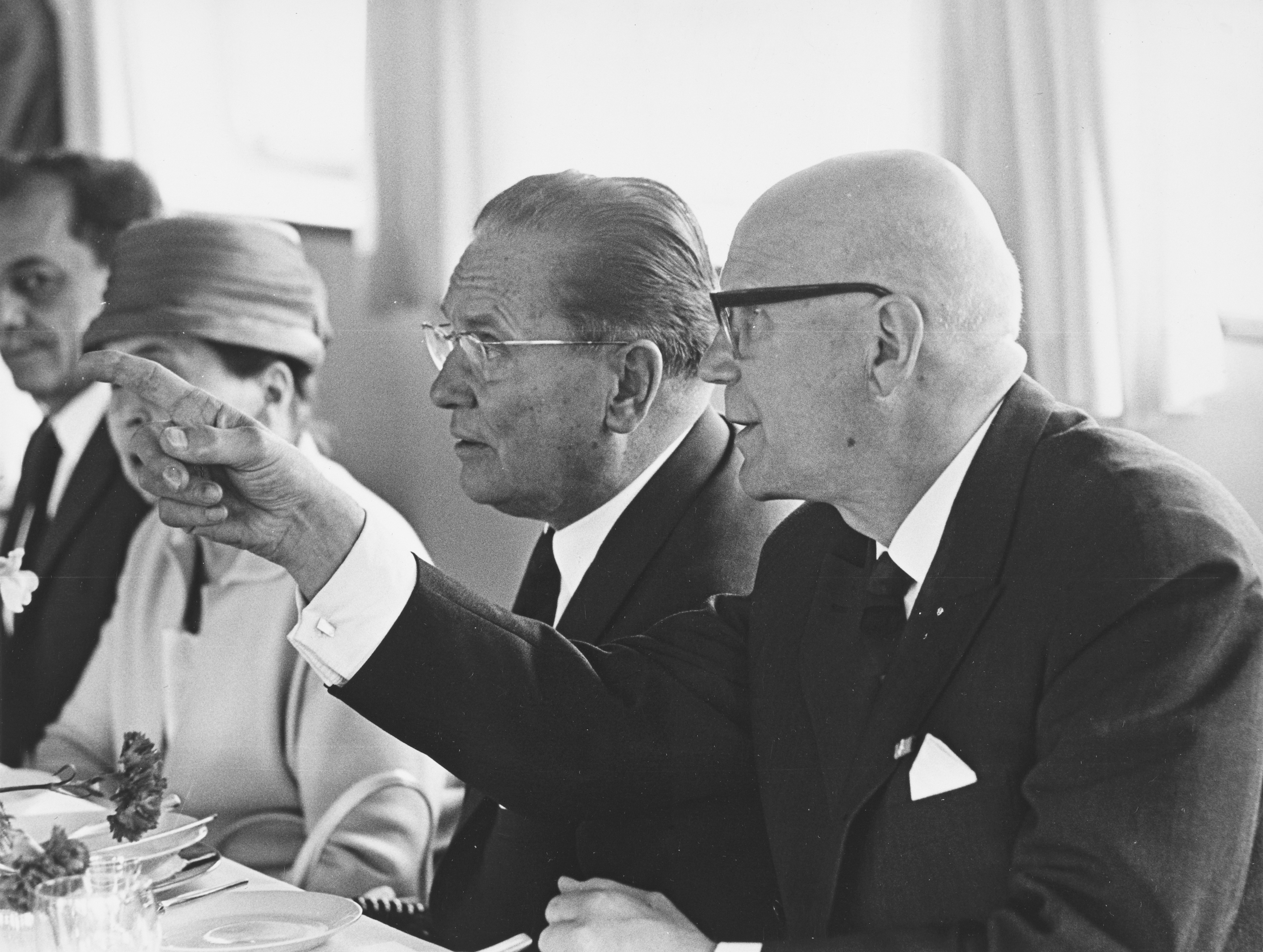
Kekkonen recebendo o líder iugoslavo Tito em Helsinque, 1964

Durante o mandato de Kekkonen, o equilíbrio de poder entre o governo finlandês e o presidente pendeu fortemente para o presidente. Em princípio e formalmente, o parlamentarismo era seguido por governos nomeados por maioria parlamentar. Entretanto, os gabinetes da era Kekkonen frequentemente enfrentavam divergências internas e as alianças formadas eram facilmente rompidas. Os novos gabinetes tentaram frequentemente reverter as políticas dos seus antecessores.  Kekkonen usou seu poder extensivamente para nomear ministros e obrigar o legislativo a aceitar novos gabinetes. Publicamente e com impunidade, ele também usou a rede de velhos amigos para contornar o governo e se comunicar diretamente com altos funcionários. Somente quando o mandato de Kekkonen terminou os governos permaneceram estáveis durante todo o período entre as eleições.
No entanto, durante a presidência de Kekkonen, alguns partidos estavam representados na maioria dos governos — principalmente os centristas, os sociais-democratas e o Partido Popular Sueco — enquanto os democratas populares e os comunistas estavam frequentemente no governo a partir de 1966. 
Durante seu mandato como presidente, Kekkonen fez o possível para manter os adversários políticos sob controle. O Partido da Coalizão Nacional, rival do Partido do Centro, foi mantido na oposição por 20 anos, apesar dos bons desempenhos eleitorais. O Partido Rural (que havia se separado do Partido do Centro) foi tratado de forma semelhante. Em algumas ocasiões, o parlamento foi dissolvido sem outra razão senão que sua composição política não agradava a Kekkonen. Apesar de sua carreira no Partido do Centro, sua relação com o partido era muitas vezes difícil. Havia a chamada K-linja ("política K", nomeada em homenagem a Urho Kekkonen, Ahti Karjalainen e Arvo Korsimo), que promovia relações amistosas e comércio bilateral com a União Soviética. Kekkonen consolidou seu poder dentro do partido ao colocar apoiadores da K-linja em papéis de liderança. Vários membros do Partido do Centro, cuja proeminência Kekkonen se opôs, muitas vezes se viram marginalizados, enquanto Kekkonen negociava diretamente com os níveis mais baixos. O presidente do Partido do Centro, Johannes Virolainen, foi ameaçado por Kekkonen com a dissolução do parlamento quando Kekkonen quis nomear Sorsa do SDP em vez de Virolainen como primeiro-ministro.  As chamadas "Cartas do Moinho" de Kekkonen eram um fluxo contínuo de diretrizes para altos funcionários, políticos e jornalistas. Mas Kekkonen nem sempre utilizou medidas coercitivas. Alguns políticos proeminentes, principalmente Tuure Junnila (NCP) e Veikko Vennamo (Partido Rural), conseguiram se autodenominar "anti-Kekkonen" sem sofrer automaticamente seu descontentamento como consequência.

#### Primeiro mandato (1956–62)

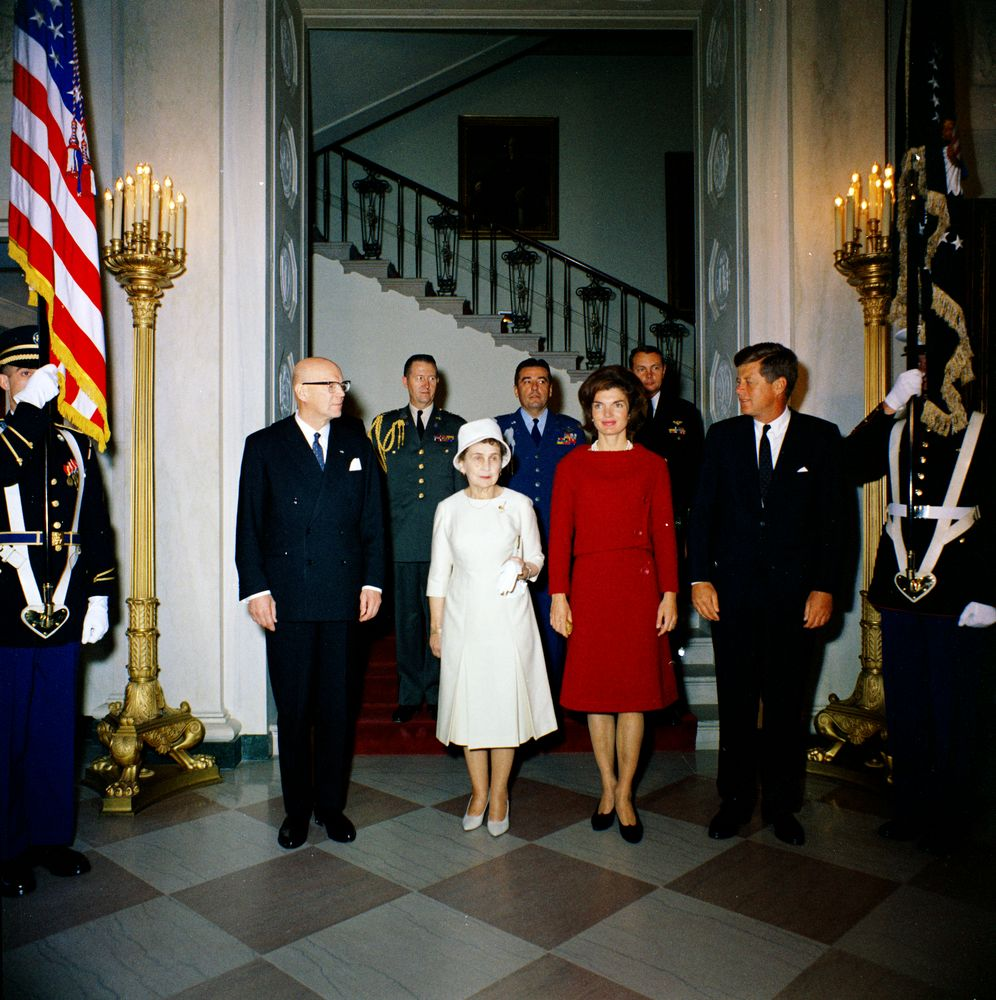
Visita de Kekkonen aos Estados Unidos em 1961 e primeira vez na Casa Branca Esquerda: Urho Kekkonen, Sylvi Kekkonen, Jacqueline Kennedy e John F. Kennedy.

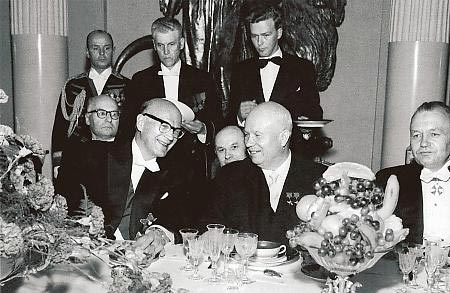
O líder soviético Nikita Khrushchov compareceu à festa de 60 anos de Kekkonen no Palácio Presidencial, em Helsinque.

Na eleição presidencial de 1956, Kekkonen derrotou o social-democrata Karl-August Fagerholm por 151–149 na votação do colégio eleitoral. A campanha foi notavelmente cruel, com muitos ataques pessoais contra vários candidatos, especialmente Kekkonen. O tabloide de fofocas Sensaatio-Uutiset ("Notícias Sensacionais") acusou Kekkonen de brigas, consumo excessivo de álcool e casos extraconjugais. As acusações de bebida e mulherengo eram parcialmente verdadeiras. Às vezes, durante as festas noturnas com os amigos, Kekkonen ficava bêbado e tinha pelo menos duas amantes de longa data.  
Como presidente, Kekkonen deu continuidade à política de neutralidade do presidente Paasikivi, que ficou conhecida como Doutrina Paasikivi-Kekkonen. Desde o início, ele governou partindo do princípio de que somente ele seria aceitável para a União Soviética como presidente finlandês. Evidências de desertores como Oleg Gordievsky e arquivos dos arquivos soviéticos mostram que manter Kekkonen no poder era de fato o principal objetivo da União Soviética em suas relações com a Finlândia. 
Em agosto de 1958, foi formado o terceiro gabinete de Karl-August Fagerholm, um governo de coalizão liderado pelo Partido Social Democrata (SDP) e incluindo o partido de Kekkonen, a Liga Agrária. A frente comunista SKDL ficou de fora. Isso irritou a União Soviética por causa da inclusão de ministros da ala anticomunista do SDP, nomeadamente Väinö Leskinen e Olavi Lindblom. Eles foram vistos pela União Soviética como marionetes do presidente anticomunista do SDP, Väinö Tanner, que havia sido condenado nos julgamentos de responsabilidade de guerra.  Kekkonen alertou contra isso, mas foi ignorado pelo SDP. A Crise da Geada Noturna, conforme cunhada por Nikita Khrushchov, levou à pressão soviética contra a Finlândia em questões econômicas. Kekkonen ficou do lado da União Soviética, trabalhando nos bastidores contra o gabinete; o gabinete de Fagerholm consequentemente renunciou em dezembro de 1958. O Ministério dos Negócios Estrangeiros Finlandês ignorou as ofertas de ajuda dos Estados Unidos, tal como prometido pelo Embaixador John D. Hickerson em Novembro de 1958.  A crise foi resolvida por Kekkonen em janeiro de 1959, quando ele viajou privadamente para Moscou para negociar com Khrushchev e Andrei Gromyko. A crise estabeleceu que Kekkonen tinha autoridade extraconstitucional para determinar quais partidos poderiam participar do governo, restringindo efetivamente a livre formação parlamentar de coalizões governamentais por muitos anos.

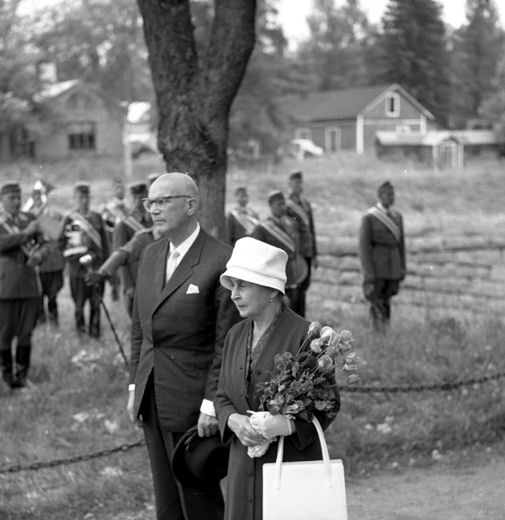
Presidente Kekkonen e sua esposa Sylvi em Mälkiä, Lappeenranta, em 1961

A segunda vez que os soviéticos ajudaram Kekkonen foi na Crise das Notas, em 1961. A visão mais amplamente difundida sobre a Crise das Notas é que a União Soviética agiu para garantir a reeleição de Kekkonen. Ainda não se sabe se o próprio Kekkonen organizou o incidente e até que ponto. Vários partidos concorrentes de Kekkonen formaram uma aliança, Honka-liitto, para promover o Chanceler da Justiça Olavi Honka, um candidato apartidário, nas eleições presidenciais de 1962.  Kekkonen havia planejado frustrar o Honka-liitto convocando eleições parlamentares antecipadas e, assim, forçando seus oponentes a fazerem campanha uns contra os outros e juntos simultaneamente. Entretanto, em outubro de 1961, a União Soviética enviou uma nota diplomática propondo "consultas" militares conforme previsto no Tratado Fino-Soviético. Como resultado, Honka abandonou sua candidatura, deixando Kekkonen com uma clara maioria (199 de 300 eleitores) nas eleições de 1962. Além do apoio de seu próprio partido, Kekkonen recebeu o apoio do Partido Popular Sueco e do Partido Popular Finlandês, um pequeno partido liberal clássico. Além disso, o conservador Partido da Coligação Nacional apoiou discretamente Kekkonen, embora não tivesse um candidato presidencial oficial após a retirada de Honka.  Após a Crise das Notas, a oposição genuína a Kekkonen desapareceu, e ele adquiriu um status excepcionalmente forte — mais tarde até mesmo autocrático — como líder político da Finlândia.
As políticas de Kekkonen, especialmente em relação à URSS, foram criticadas dentro de seu próprio partido por Veikko Vennamo, que rompeu sua filiação ao Partido de Centro quando Kekkonen foi eleito presidente em 1956. Em 1959, Vennamo fundou o Partido Rural Finlandês, o precursor do partido nacionalista Verdadeiros Finlandeses.

#### Segundo mandato (1962–68)

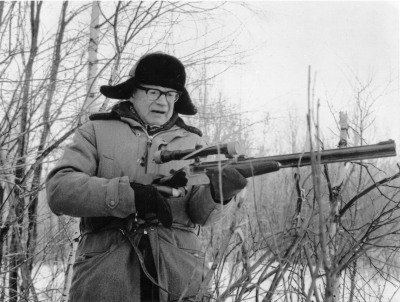
Kekkonen caçando com um rifle em Zavidovo, União Soviética, em 1965

Na década de 1960, Kekkonen foi responsável por uma série de iniciativas de política externa, incluindo a proposta de zona livre de armas nucleares nórdica, um acordo de fronteira com a Noruega e uma Conferência sobre Segurança e Cooperação na Europa em 1969. O objetivo dessas iniciativas era evitar a aplicação dos artigos militares do Tratado Fino-Soviético, que exigiam cooperação militar com a União Soviética. Kekkonen esperava, assim, fortalecer os movimentos da Finlândia em direção a uma política de neutralidade. Após a invasão da Tchecoslováquia em 1968, a pressão pela neutralidade aumentou. Kekkonen informou à União Soviética em 1970 que se ela não estivesse mais preparada para reconhecer a neutralidade da Finlândia, ele não continuaria como presidente, nem o Tratado Fino-Soviético seria prorrogado. 

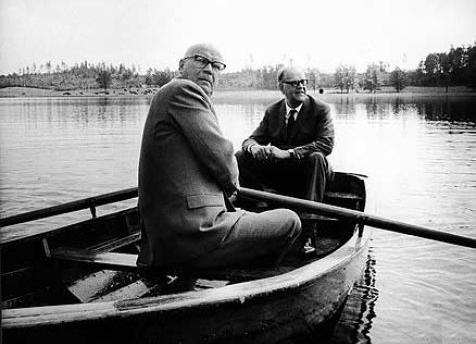
Kekkonen com o primeiro-ministro da Suécia Tage Erlander em um barco a remo em Harpsund, Suécia, em 1967

#### Terceiro mandato (1968–78)
Kekkonen foi reeleito para um terceiro mandato em 1968. Naquele ano, ele foi apoiado por cinco partidos políticos: o Partido do Centro, os Social-democratas, a União Social-Democrata dos Trabalhadores e Pequenos Agricultores (uma facção de curta duração do SDP), a Liga Democrática Popular Finlandesa (uma frente comunista) e o Partido Popular Sueco. Ele recebeu 201 votos no colégio eleitoral, enquanto o candidato do partido Coalizão Nacional ficou em segundo lugar com 66 votos. Vennamo ficou em terceiro lugar com 33 votos. Embora Kekkonen tenha sido reeleito com dois terços dos votos, ele ficou tão descontente com seus oponentes e seu comportamento que se recusou publicamente a concorrer à presidência novamente. As críticas ousadas e constantes de Vennamo à sua presidência e às suas políticas enfureceram especialmente Kekkonen, que o rotulou de "trapaceiro" e "demagogo". 
Inicialmente, Kekkonen pretendia se aposentar no final deste mandato, e o Partido do Centro já começou a se preparar para sua sucessão por Ahti Karjalainen. No entanto, Kekkonen começou a ver Karjalainen como um rival e acabou rejeitando a ideia. 

#### Prorrogação do mandato (1973)
Em 18 de janeiro de 1973, o Parlamento finlandês estendeu o mandato presidencial de Kekkonen por quatro anos com uma lei de derrogação (uma lei ad hoc feita como uma exceção à constituição).  Nessa época, Kekkonen havia garantido o apoio da maioria dos partidos políticos, mas o principal partido de direita, o Partido da Coalizão Nacional, ao qual Kekkonen se opunha, ainda estava cético e impedia a necessária maioria de 5/6. Ao mesmo tempo, a Finlândia estava negociando um acordo de livre comércio com a CEE, um acordo que era visto como vital pela indústria finlandesa, já que o Reino Unido, um importante comprador das exportações finlandesas, havia deixado a Associação Europeia de Livre Comércio para se tornar membro da CEE. Kekkonen deu a entender que somente ele pessoalmente poderia convencer a União Soviética de que o acordo não ameaçaria os interesses soviéticos. A táctica garantiu o apoio da Coligação Nacional para a extensão do mandato. 

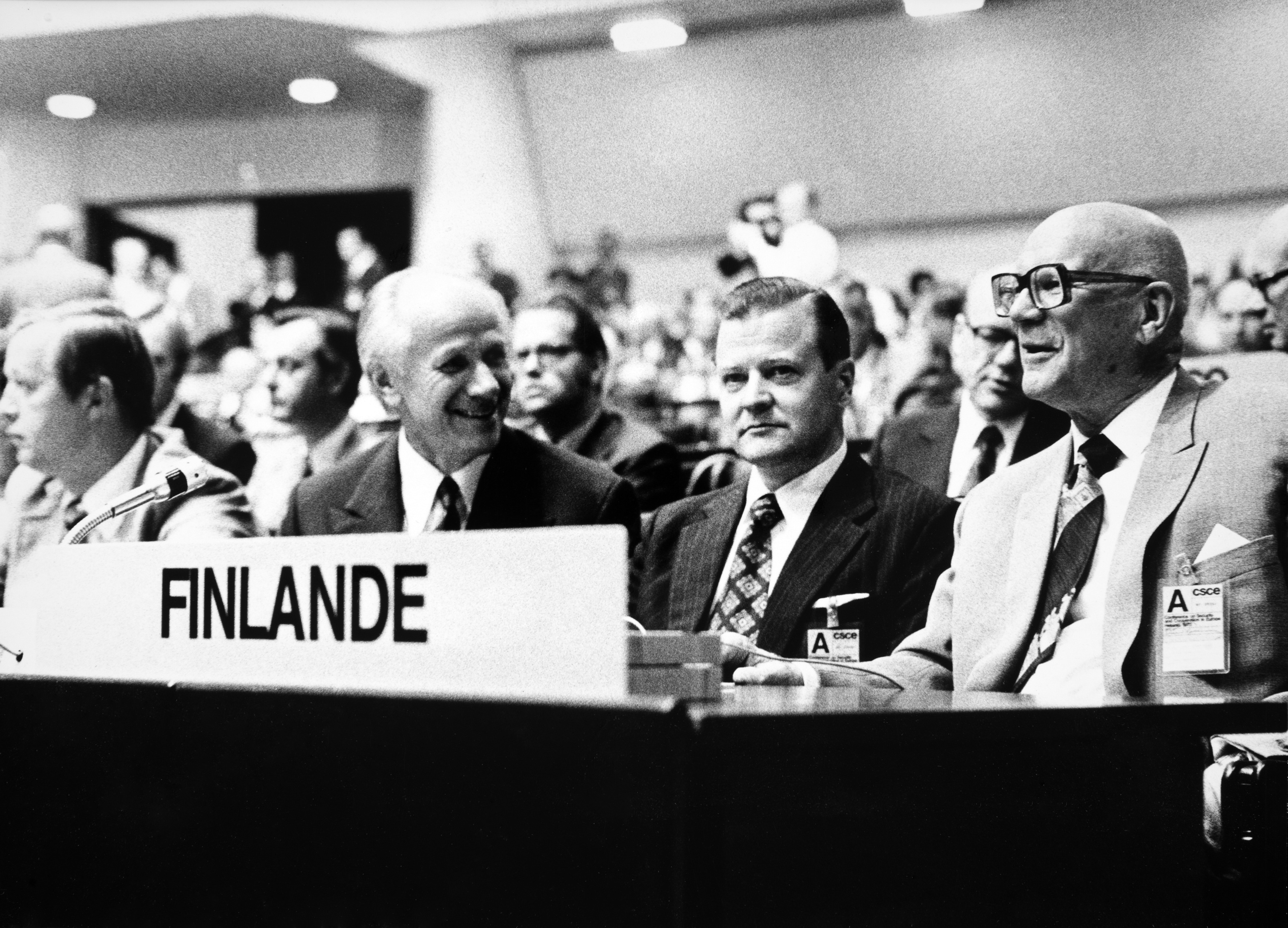
A Conferência sobre Segurança e Cooperação na Europa (OSCE) foi realizada em 1975, em Helsinque. Presidente Urho Kekkonen (à direita).

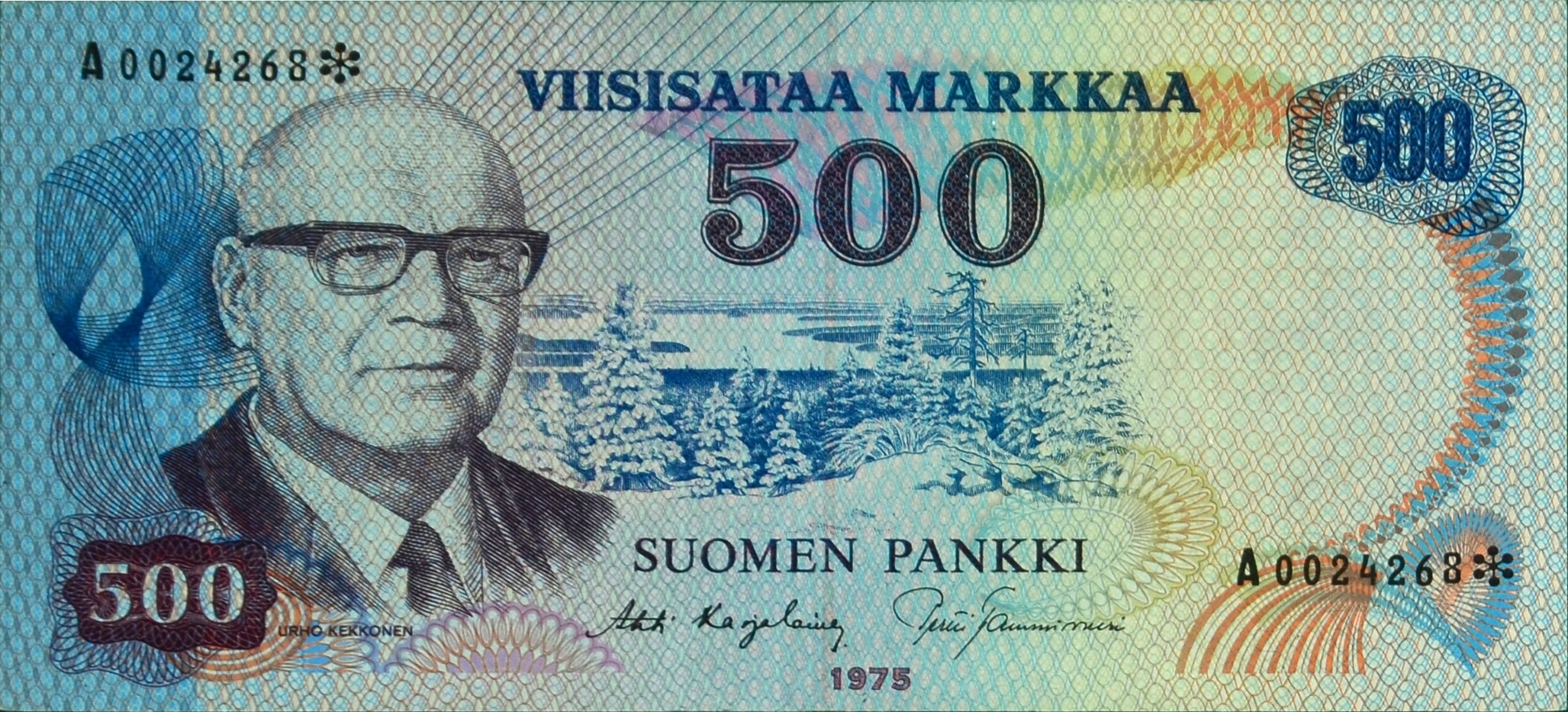
Nota de 500 marcos finlandeses com Kekkonen, emitida em 1975

A eliminação de qualquer oposição e competição significativa significou que ele se tornou o autocrata político de fato da Finlândia. Seu poder atingiu o auge em 1975, quando ele dissolveu o parlamento e sediou a Conferência sobre Segurança e Cooperação na Europa (CSCE) em Helsinque, com a assistência de um governo interino. 

#### Quarto mandato (1978–82)
Depois que nove partidos políticos apoiaram a candidatura de Kekkonen na eleição presidencial de 1978, incluindo os partidos Social Democrata, Centro e Coalizão Nacional, não sobrou nenhum rival sério. Ele humilhou seus oponentes ao não aparecer nos debates presidenciais televisionados e conquistou 259 dos 300 votos do colégio eleitoral, com seu rival mais próximo, Raino Westerholm da União Cristã, recebendo apenas 25. 

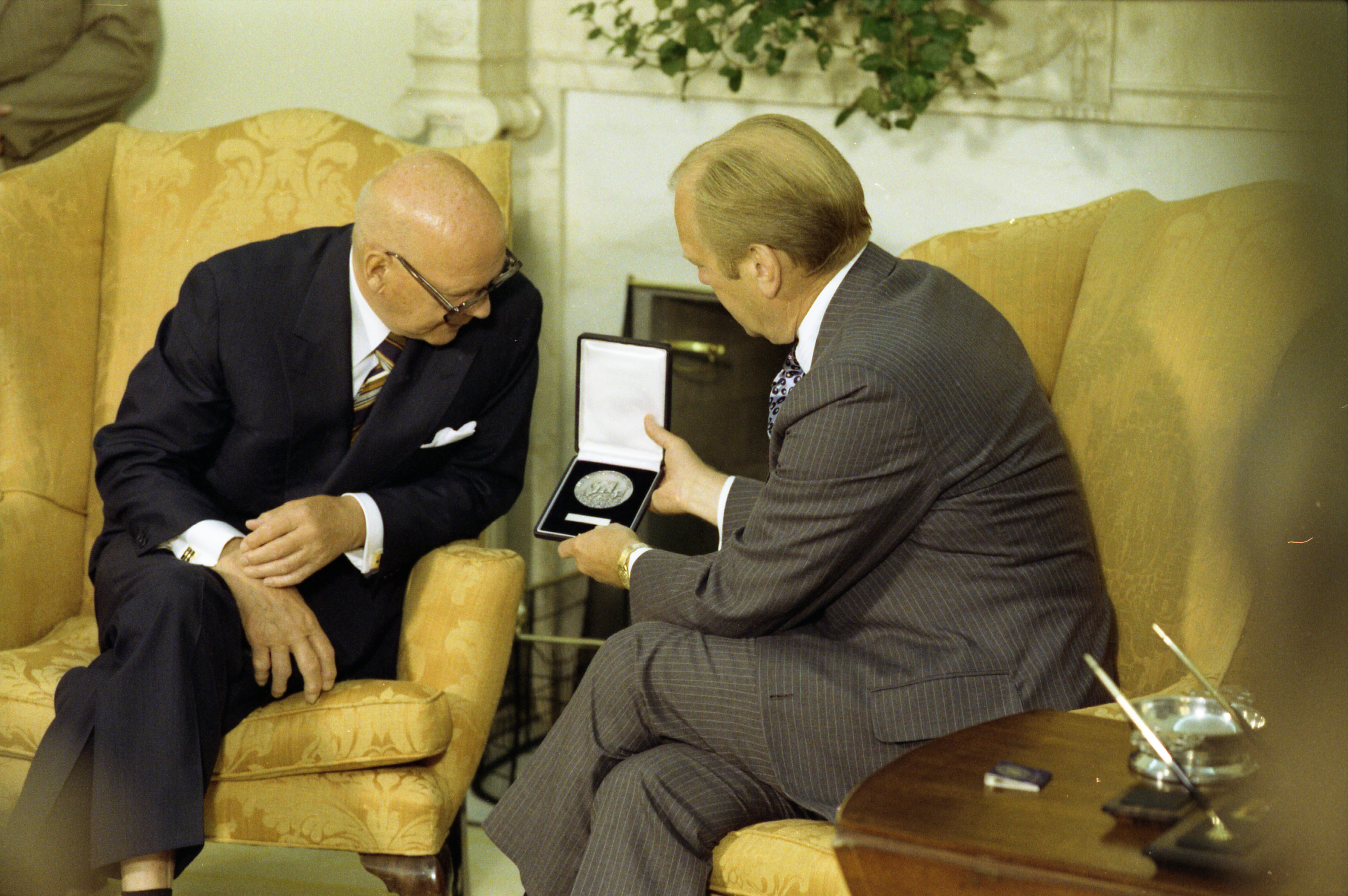
Gerald R. Ford e Urho Kekkonen no Salão Oval em 1976

De acordo com historiadores e jornalistas políticos finlandeses, houve pelo menos três razões pelas quais Kekkonen se manteve na Presidência. Primeiro, ele não acreditava que nenhum de seus candidatos sucessores administraria bem a política externa soviética da Finlândia. Em segundo lugar, pelo menos até o verão de 1978, ele considerou que havia espaço para melhorias nas relações entre a Finlândia e a União Soviética e que sua experiência era vital para o processo. Isso é exemplificado pelo uso de suas habilidades diplomáticas para rejeitar a oferta do Ministro da Defesa Soviético, Dmitri Ustinov, de organizar um exercício militar conjunto soviético-finlandês. 
Terceiro, ele acreditava que, trabalhando o máximo possível, permaneceria saudável e viveria mais.  Os críticos mais severos de Kekkonen, como Veikko Vennamo, alegaram que ele permaneceu como presidente por tanto tempo principalmente porque ele e seus associados mais próximos estavam sedentos de poder.  Em 1980, Kekkonen recebeu o Prêmio Lenin da Paz. 

### Vida posterior e morte

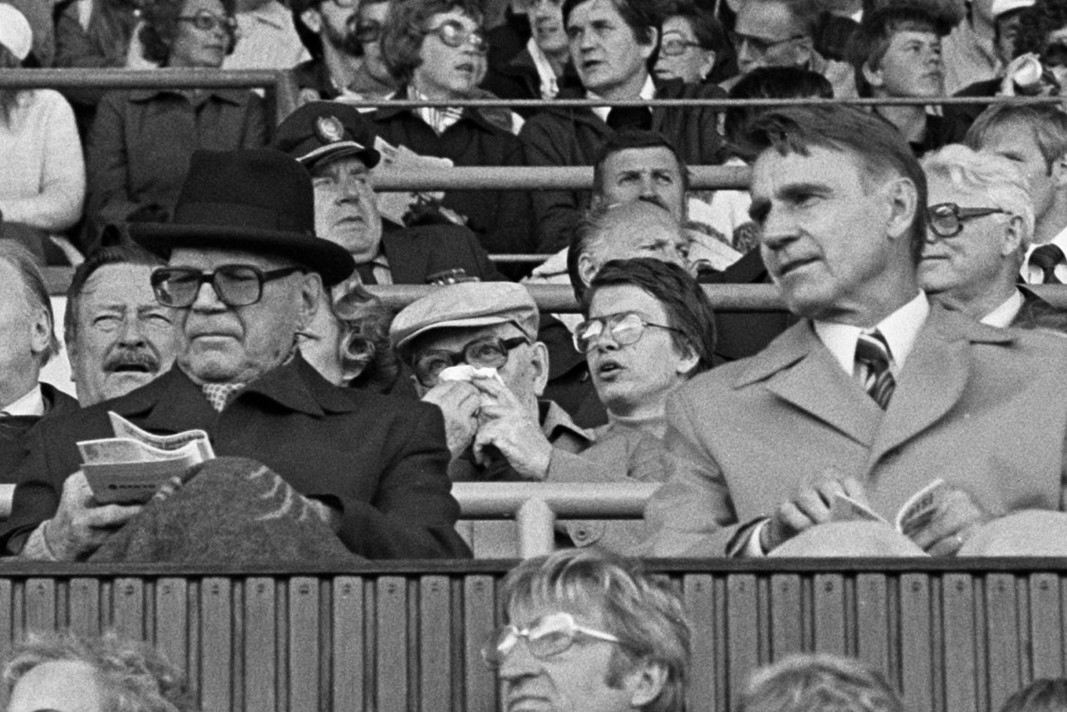
O presidente Urho Kekkonen e o primeiro-ministro Mauno Koivisto assistindo ao torneio internacional Finlândia-Suécia no Estádio Olímpico de Helsinque (1980)

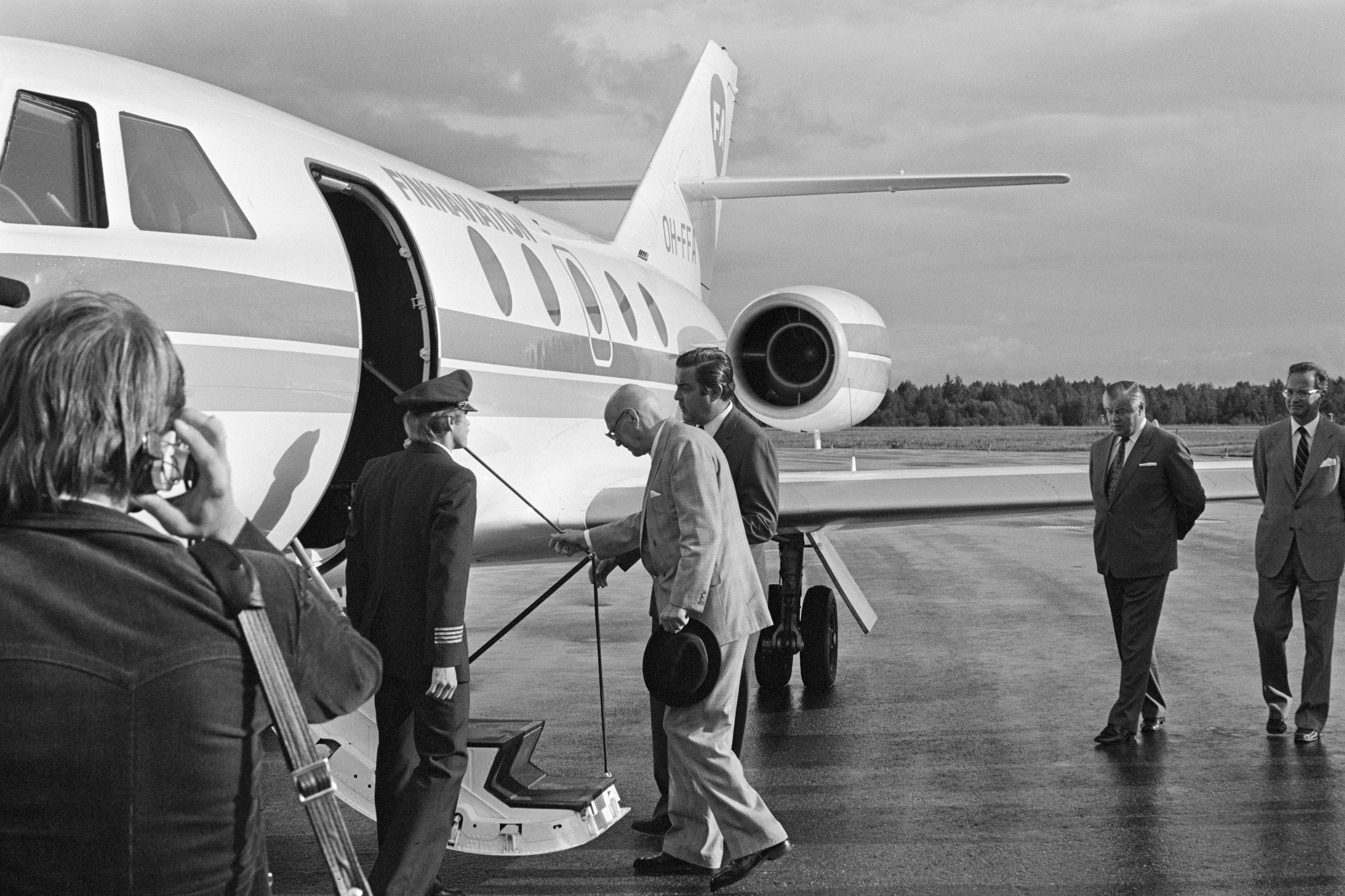
A última visita de Estado de Urho Kekkonen, Islândia, 1981.

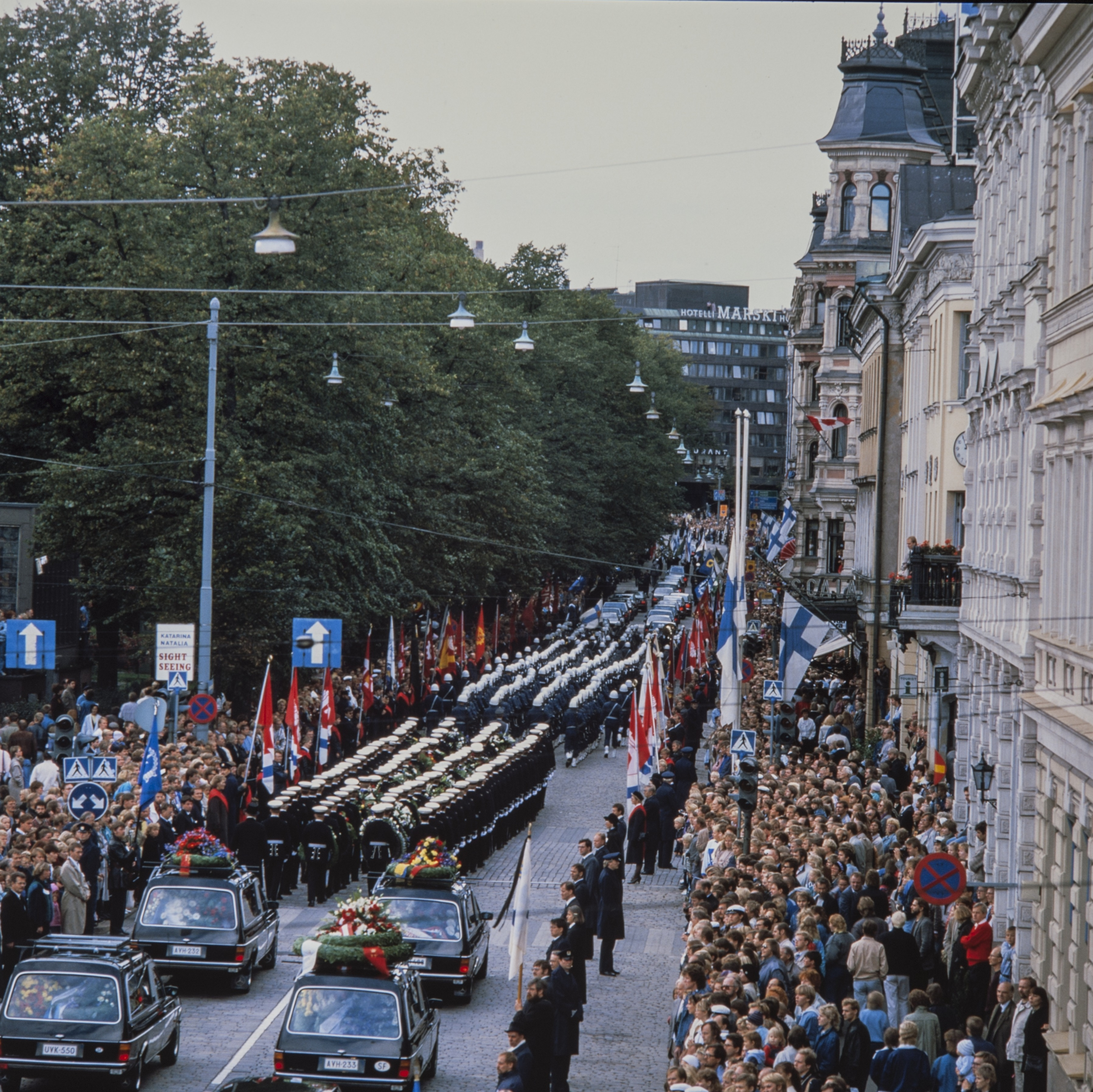
Cortejo fúnebre de Urho Kekkonen em Helsinque, 1986

A partir de dezembro de 1980, Kekkonen sofreu de uma doença não revelada que parecia afetar suas funções cerebrais, às vezes levando a pensamentos delirantes. Ele começou a sofrer ocasionais lapsos de memória já no outono de 1972; eles se tornaram mais frequentes no final da década de 1970. Na mesma época, a visão de Kekkonen piorou tanto que, durante seus últimos anos no cargo, todos os seus documentos oficiais tiveram que ser digitados em letras maiúsculas. Kekkonen também sofria de problemas de equilíbrio desde meados da década de 1970 e de aumento da próstata desde 1974. Ele também estava sujeito a violentas dores de cabeça ocasionais e sofria de diabetes desde o outono de 1979.  Boatos sobre o declínio de sua saúde começaram a circular em meados da década de 1970, mas a imprensa tentou silenciar esses rumores para respeitar a privacidade do presidente.
De acordo com o biógrafo Juhani Suomi, Kekkonen não pensou em renunciar até que sua condição física começou a se deteriorar em julho de 1981. O presidente de 80 anos começou então a considerar seriamente renunciar, provavelmente no início de 1982. O primeiro-ministro Mauno Koivisto finalmente derrotou Kekkonen em 1981. Em abril, Koivisto fez o que ninguém mais ousou fazer durante a presidência de Kekkonen ao declarar que, segundo a constituição, o primeiro-ministro e o gabinete eram responsáveis perante o Parlamento, não perante o presidente. Kekkonen pediu a Koivisto que renunciasse, mas ele recusou. Isso é geralmente visto como o toque de finados da era Kekkonen; Kekkonen, que sentia ter perdido uma quantidade significativa de sua autoridade, nunca se recuperou totalmente do choque causado por esse evento. 
Historiadores e jornalistas debatem o significado preciso dessa disputa. De acordo com Seppo Zetterberg, Allan Tiitta e Pekka Hyvärinen, Kekkonen queria forçar Koivisto a renunciar para diminuir suas chances de sucedê-lo como presidente. Em contraste, Juhani Suomi acreditava que a disputa envolvia conspirações entre Koivisto e possíveis candidatos presidenciais rivais. Kekkonen criticou por vezes Koivisto por tomar decisões políticas muito lentamente e pela sua vacilação, especialmente por falar de forma muito pouco clara e filosófica.  
Kekkonen ficou doente em agosto durante uma viagem de pesca à Islândia. Ele entrou em licença médica em 10 de setembro, antes de finalmente renunciar devido a problemas de saúde em 26 de outubro de 1981.   Não há nenhum relato disponível sobre sua doença, pois os papéis foram movidos para um local desconhecido, mas acredita-se que ele sofria de demência vascular, provavelmente devido à aterosclerose.
Kekkonen se retirou da política durante seus últimos anos. Ele morreu em Tamminiemi em 31 de agosto de 1986, três dias antes de seu 86º aniversário, e foi enterrado com todas as honras. Seus herdeiros restringiram o acesso aos seus diários e, mais tarde, uma biografia "autorizada" foi encomendada por Juhani Suomi, com o autor posteriormente defendendo a interpretação da história ali contida e denegrindo a maioria das outras interpretações. Os críticos questionaram o valor desta obra; o historiador Hannu Rautkallio considerou a biografia pouco mais do que um "projeto comercial" concebido para vender livros em vez de visar a precisão histórica. 

## Legado

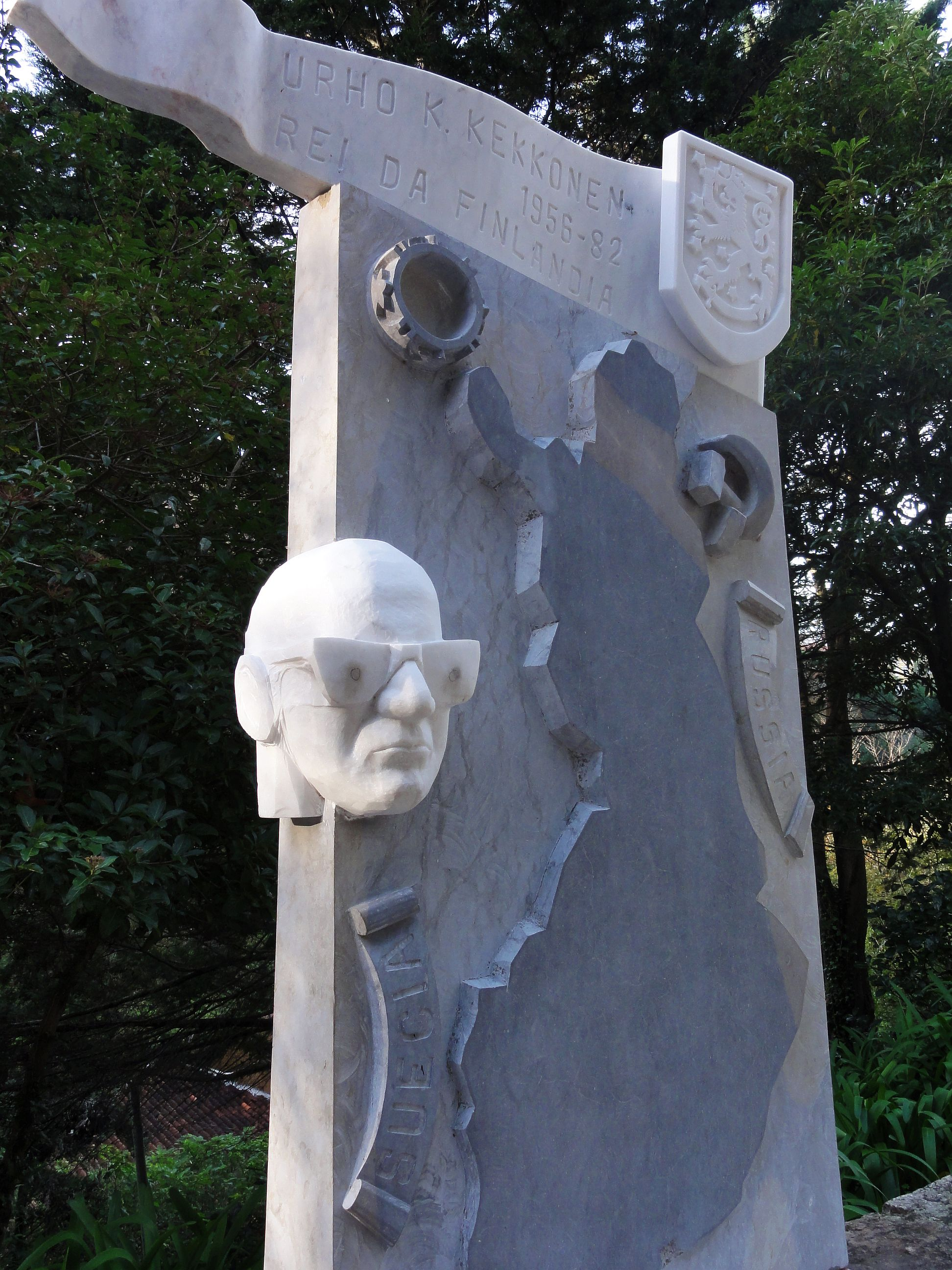
Estátua de Urho Kekkonen em Sintra, Portugal, feita por Auli Korhonen, intitulada
"O Rei da Finlândia"

Algumas das ações de Kekkonen continuam controversas na Finlândia moderna, e ainda há disputas sobre como interpretar muitas de suas políticas e ações. Ele frequentemente usava o que era chamado de "cartão de Moscou" quando sua autoridade era ameaçada, mas ele não era o único político finlandês com relações próximas com representantes soviéticos.  O comportamento autoritário de Kekkonen durante seu mandato presidencial foi uma das principais razões para as reformas da Constituição finlandesa em 1984-2003. Com isso, os poderes do Parlamento e do primeiro-ministro foram aumentados em detrimento do poder presidencial. Várias das mudanças foram iniciadas pelos sucessores de Kekkonen. 
- O mandato presidencial era limitado a dois mandatos consecutivos.
- O papel do presidente na formação do gabinete era restrito.
- O presidente deveria ser eleito diretamente, não por um colégio eleitoral.
- O Presidente não podia mais dissolver o Parlamento sem o apoio do Primeiro-ministro.
- O papel do Primeiro-ministro na formação das relações exteriores da Finlândia foi reforçado.

Embora controversa, sua política de neutralidade permitiu o comércio tanto com o bloco comunista quanto com o ocidental. A política comercial bilateral com a União Soviética era lucrativa para muitas empresas finlandesas. Seu mandato viu um período de alto crescimento econômico sustentado e crescente integração com o Ocidente. Ele negociou a entrada na EFTA e, portanto, foi um dos primeiros a promover a participação finlandesa na integração europeia, que mais tarde culminou na adesão plena à UE e ao euro. Ele continuou muito popular durante seu mandato, embora tal perfil se aproximasse do de um culto à personalidade no final de seu mandato. Ele ainda é popular entre muitos de seus contemporâneos, particularmente em seu próprio Partido de Centro. 

## Gabinetes
- Gabinete Kekkonen I
- Gabinete Kekkonen II
- Gabinete Kekkonen III
- Gabinete Kekkonen IV
- Gabinete Kekkonen V

## Homenagens

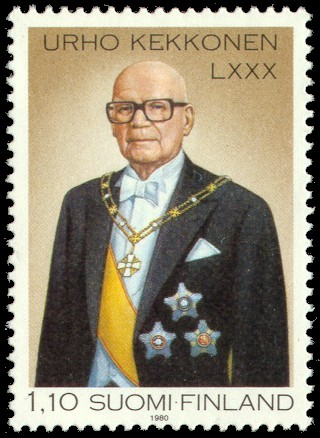
Kekkonen em um selo finlandês, emitido em 1980

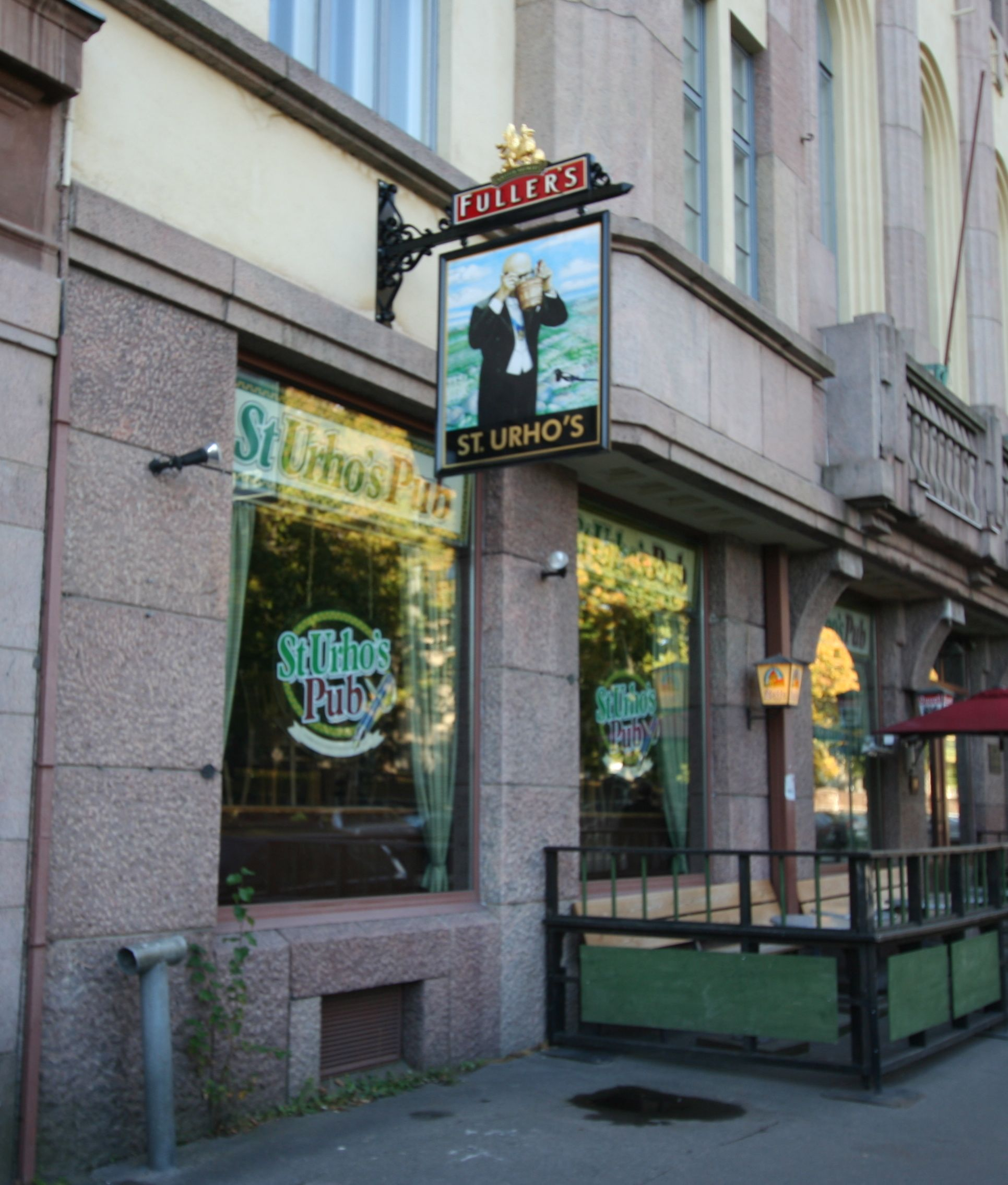
Pub St. Urho em Etu-Töölö

- O Parque Nacional Urho Kekkonen, o segundo maior parque nacional da Finlândia, recebeu o nome de Kekkonen.
- O Museu Urho Kekkonen foi inaugurado em Tamminiemi em 1987.
- Em Tampere, a Estrada Paasikivi–Kekkonen (Paasikiven–Kekkosentie) recebeu o nome de Kekkonen e Juho Kusti Paasikivi. [47]
- Tamanho foi seu impacto no cenário político finlandês que Kekkonen apareceu na nota de 50 Marcos finlandeses durante seu mandato como presidente. A série de notas de marco finlandês usadas nessa época foi a penúltima série de desenhos em toda a história da moeda. É um raro exemplo de um chefe de estado vivo e não pertencente à realeza retratado em moeda. Esta nota foi declarada a nota mais bonita da Finlândia, de acordo com uma votação organizada pela empresa de comercialização de moedas e medalhas comemorativas Suomen Moneta, em 1 de abril de 2011. [48]
- Até o momento, o presidente Kekkonen é o único finlandês a ter uma moeda de colecionador emitida em sua homenagem durante sua vida.
  - 25 anos de presidência (Jubileu de Prata) de U.K. Kekkonen. A moeda de prata colecionável que homenageia Kekkonen foi emitida em 1981, quando ele serviu 25 anos como presidente. A moeda também comemorava o 80º aniversário de Kekkonen no ano anterior. Projetada pela escultora Nina Terno, o reverso simbólico da moeda retrata um lavrador com dois cavalos puxando uma grade. Em 2010, a Casa da Moeda da Finlândia relançou moedas cunhadas em 1981 de seus cofres. [49]
  - 75º Aniversário do Presidente U.K. Kekkonen. A moeda de prata foi emitida no aniversário de Kekkonen, em 3 de setembro de 1975, para comemorar o 75º aniversário do presidente. Projetado pelo escultor Heikki Häiväoja, o verso retrata quatro pinheiros altos que simbolizam os quatro primeiros mandatos do presidente Kekkonen. [50]
- Posti Group (anteriormente Suomen Posti em finlandês) emitiu quatro selos postais comemorativos do presidente Kekkonen.
  - Nome: 60º aniversário do Presidente Urho Kekkonen, emitido: 3 de setembro de 1960, desenhado por Olavi Vepsäläinen
  - Nome: 70º aniversário do presidente Kekkonen, emitido: 3 de setembro de 1970, projetado por Eeva Oivo
  - Nome: 80º aniversário do presidente Kekkonen, emitido: 3 de setembro de 1980, projetado por Eeva Oivo
  - Nome: Selo de luto do Presidente Kekkonen, emitido: 30 de setembro de 1986, desenhado por Eeva Oivo
- Um monumento a Urho Kekkonen e Alexei Kossygin foi erguido em Kostomuksha, Rússia, em 2013. [51]
- Um pub em Etu-Töölö, Helsínquia foi nomeado St. Urho's Pub em homenagem a Kekkonen ser um cliente regular. [52]

## Na cultura popular

Graffiti em Pieksämäki representando Kekkonen

- O santo fictício dos americanos finlandeses Saint Urho, criada na década de 1950, provavelmente recebeu o nome de Kekkonen [53]
- O nome da revista masculina finlandesa, Urkki, era uma referência a Urho Kekkonen. [54]
- A contagem de votos das eleições de 1978 foi transmitida pelo rádio e exibida inúmeras vezes em documentários de televisão. A leitura monótona dos votos, em grupos de cinco, ainda é bem reconhecida na cultura popular finlandesa e amplamente citada e parafraseada: "Kekkonen, Kekkonen, Kekkonen, Kekkonen, Kekkonen." [55]
- Matti Hagelberg usa uma caricatura de Kekkonen como personagem principal em seu álbum de quadrinhos de mesmo nome.
- Um retrato de Kekkonen é roubado pelo protagonista do filme Ariel de 1988, de Aki Kaurismäki. Um retrato de Kekkonen também é usado em seu filme Hamlet liikemaailmassa de 1987.
- No filme de suspense de 1987 Jäähyväiset presidentille, dirigido por Matti Kassila, um dos personagens mais importantes é o presidente da Finlândia (interpretado por Tarmo Manni), que tem uma aparência muito semelhante à de Kekkonen, mas que não é mencionado pelo nome. [56] [57]
- Um filme finlandês, Kekkonen tulee! (Kekkonen está chegando!), ambientado no final da década de 1970, é sobre Kekkonen visitando uma pequena vila na Finlândia e como todos estão animados. [58]
- Um Vril Kekkonen é retratado por Tero Kaukomaa no filme Iron Sky: The Coming Race
- Uma imagem de Kekkonen em retrato está disponível como um item de mobiliário colocável no popular jogo online Habbo, que serve como uma homenagem a ele pelos desenvolvedores finlandeses dos jogos, Sulake.
- Na série de televisão finlandesa de 2019 Nyrkki, Kekkonen aparece como um personagem com Juho Kusti Paasikivi. Na série Kekkonen é interpretado por Janne Reinikainen. [59] [60]

## Honras

### Honras nacionais
- Finlândia: Grã-Cruz da Ordem da Rosa Branca da Finlândia[61]
- Finlândia: Grã-Cruz da Ordem do Leão da Finlândia[61]
- Finlândia: Grã-Cruz da Ordem da Cruz da Liberdade[61]
- Finlândia: Grã-Cruz da Ordem do Santo Cordeiro[62]

### Honras estrangeiras
- Suécia: Cavaleiro da Ordem do Serafim
- Noruega: Grã-Cruz da Ordem de Santo Olavo[63]
- Dinamarca: Cavaleiro da Ordem do Elefante
- Islândia: Grã-Cruz com Colar da Ordem do Falcão[64]
- Áustria: Condecoração de Honra por Serviços à República da Áustria
- Reino Unido: Grã-Cruz da Ordem do Banho (1969)[65]
- Itália: Cavaleiro da Grã-Cruz com Colar da Ordem do Mérito da República Italiana (1960)[66]
- Espanha: Colar da Ordem de Isabel a Católica (1975)[67]
- Espanha: Colar da Ordem de Carlos III (1978)[68]
- México: Colar da Ordem da Águia Asteca (1963)[69]
- Tunísia: Grã-Cruz da Ordem da Independência (1965)[70]
- Egito: Colar da Ordem do Nilo (1967)[71]
- Vaticano: Colar da Ordem de Pio IX (1971)[72]
- San Marino: Grã-Cruz com Colar da Ordem de San Marino (1971)[73]
- Senegal: Grã-Cruz da Ordem Nacional do Leão (1973)[74]
- Colômbia: Grã-Cruz da Ordem de Boyacá (1980)[75]

Antigos estados socialistas:
- República Popular da Bulgária: Ordem das Montanhas Balcânicas
- República Popular da Polônia: Ordem da Águia Branca
- República Socialista da Romênia: Ordem da Estrela da República Socialista da Romênia

Antigos estados (hoje extintos):
- Tchecoslováquia: Ordem do Leão Branco (1969)
- União Soviética: Ordem da Amizade dos Povos[76]
- União Soviética: Ordem de Lenin[76]
- Iugoslávia: Grande Estrela da Ordem da Estrela Iugoslava (1963)[77]
- Estado Imperial do Irã: Grã-Cruz com Colar da Ordem de Pahlavi (1970)[78]
- Estado Imperial do Irã: Medalha Comemorativa do 2500º Aniversário da Fundação do Império Persa (14 de outubro de 1971) [79][80]